# Región Valles
La Región Valles es una de las 12 regiones geográficas en las que se divide el estado mexicano de Jalisco, aquí se cree que nació el tequila (en los municipios de Tequila, El Arenal y Amatitán). Esta región está conformada por los municipios de Tala, Tequila, Ameca, Hostotipaquillo, San Martín Hidalgo, El Arenal, Amatitán, San Juanito de Escobedo, Teuchitlán, Acatlán de Juárez, Ahualulco del Mercado, Magdalena, Cocula, San Marcos y Etzatlán.
La región es una de las más importantes a nivel estatal gracias a su producción agropecuaria (principalmente caña, maíz y tequila, turismo, pesca (principalmente en la presa de La Vega), actividad forestal, industrialización (principalmente en los municipios de Ameca, Tala, Tequila y Amatitán) además que cuenta con el sembradío de tequila más grande del mundo y tener el ingenio azucarero más importante del país en el municipio de Tala. En cada municipio existen festividades propias y culturas diferentes. Además tiene una población de 407 113 habitantes distribuidos de forma desigual en sus municipios. La ciudad en la cual la región tiene su sede es Ameca.

## Superficie
La Región Valles tiene una superficie media de 5,891.00 km² lo que representa el 7.35% de la superficie total del estado.

## Municipios

Mapa de la región.

La región está conformada por 14 municipios:
| Clave INEGI | Municipio               | Población (2020) | Cabecera                |
| ----------- | ----------------------- | ---------------- | ----------------------- |
| 14003       | Ahualulco de Mercado    | 23 630           | Ahualulco de Mercado    |
| 14005       | Amatitán                | 16 490           | Amatitán                |
| 14006       | Ameca                   | 60 386           | Ameca                   |
| 14024       | Cocula                  | 29 267           | Cocula                  |
| 14009       | El Arenal               | 17 545           | El Arenal               |
| 14036       | Etzatlán                | 20 011           | Etzatlán                |
| 14040       | Hostotipaquillo         | 8732             | Hostotipaquillo         |
| 14055       | Magdalena               | 21 781           | Magdalena               |
| 14007       | San Juanito de Escobedo | 9433             | San Juanito de Escobedo |
| 14075       | San Marcos              | 3791             | San Marcos              |
| 14077       | San Martín Hidalgo      | 28 102           | San Martín Hidalgo      |
| 14083       | Tala                    | 87 690           | Tala                    |
| 14094       | Tequila                 | 44 353           | Tequila                 |
| 14095       | Teuchitlán              | 9647             | Teuchitlán              |